# They Wouldn't Take Him Seriously
They Wouldn't Take Him Seriously è un cortometraggio muto del 1916 diretto da William Worthington.

## Produzione
Il film fu prodotto dall'Universal Film Manufacturing Company con il nome Universal Gold Seal.

## Distribuzione
Distribuito dalla Universal Film Manufacturing Company, il film - un cortometraggio in due bobine - uscì nelle sale cinematografiche USA il 4 luglio 1916.